# Carcacía
Carcacía (llamada oficialmente San Pedro de Carcacía) es una parroquia española del municipio de Padrón, en la provincia de La Coruña, Galicia.

## Entidades de población
Entidades de población que forman parte de la parroquia:
- Bandín
- Berjaos (Berxaos)
- Crujeiras de Abajo (Cruxeiras de Abaixo)
- Crujeiras de Arriba (Cruxeiras de Arriba)
- La Iglesia (A Igrexa)
- Outeiro (O Outeiro)
- Rial
- Ribadulla
- Rumille
- Sande
- Sinde
- Sobrerrivas (Sobrerribas)

No figuran en el INE, pero sí en el noménclator:
- Casal
- Corral
- Guimaráns
- Xoane o Xuane (hay Xuane de arriba y Xuane de abajo)
- Lamas
- Pousada

## Demografía
| Gráfica de evolución demográfica de Carcacía entre 2000 y 2019 |
|                                                                |
| Datos según el nomenclátor publicado por el INE.               |